# Toni Røseler Andersen
Toni Dorthe Røseler gift Andersen (født 29. juli 1940 i Silkeborg) er en tidligere dansk landsholdspiller i håndbold. Hun var med på det hold som vandt sølv ved verdensmesterskabet 1962 i Rumænien.
Røseler debuterede på landsholdet 7. december 1958 det blev til 60 landskampe 68 mål. Hun spillede også en finale i Europacupen for Mesterhold med FIF i 1963 og har været med til at vinde seks danske mesterskaber med klubben i perioden 1959-1972.
Toni Røseler blev i 1963 gift med den mangeårige anfører for det mandlige landshold Gert Andersen. Parret blev 1973 forældre til de tveæggede tvillingepiger Camilla og Charlotte. Camilla blev som sine forældre landsholdsspiller og Charlotte kom på ungdomslandsholdet, inden skader tvang hende til at som 19-årig stoppe karrieren. Sønnen Kristian spillede i 12 sæsoner på divisionsholdet i Virum-Sorgenfri Håndboldklub. Toni Røselers far Walter Røseler var i sin tid selv aktiv i Københavns Håndboldklub.

## Danske mesterskaber og pokalturneringer
- 1959: DM  Guld
- 1962: DM  Guld
- 1964: Pokal  Guld
- 1965: Pokal  Guld
- 1966: DM  Guld, Pokal  Sølv
- 1967: DM  Guld, Pokal  Guld
- 1968: DM  Sølv
- 1969: DM  Sølv, Pokal  Guld
- 1970: DM  Sølv, Pokal  Guld
- 1971: DM  Guld
- 1972: DM  Guld, Pokal  Guld